# Eko Stormarknad
Eko Stormarknad, stiliserat som EKO:- Stormarknad, är en svensk butikskedja som profilerat sig med stora varuhusliknande butiker på cirka 7000 kvadratmeter med tydligt fokus på säsongsartiklar, kläder, heminredning samt konfektyr. Butikskedjan har butiker på 16 orter i Sverige och ingår i Bergendahls. 
I mars 2025 öppnade butikskedjan sin senaste 16e butik i Växjö. 